# Monasterio de Santa María de Yarte
El monasterio de Santa María de Yarte, en Lete (Navarra) fue un antiguo cenobio medieval fundado en el siglo XI, declarado Bien de interés cultural el 22 de abril de 2002. Está situado dentro del ayuntamiento de Iza, cerca del río Araquil, próximo al estratégico paso por el desfiladero de Osquía, al castillo de Garaño y junto a la actual carretera NA-7010 que une Astráin con Irurzun.

## Historia
El enclave está al pie de la vía romana, cerca de la mansio de Alantone (generalmente identificada con Atondo), intercalada entre la mansio de Aracaeli (habitualmente ubicada en las proximidades de Huarte-Araquil) y Pompaelo.
Se tiene noticia de que Sancho III el Mayor donó este monasterio a San Martín de Albelda en el año 1024. Poco después, su hijo, García Sánchez III, lo incorporó al patrimonio del monasterio de Irache, en 1045, a cambio del castillo de San Esteban de Deyo o Monjardín, aunque esta es una donación sospechosa ya que tal fortaleza pertenecía por entonces al obispado de Pamplona. Con más rigor sí consta en 1072 como pertenencia de Irache. Sin embargo, cuando en 1659 el vicario de Lete pretender anexionar Yarte a su vicaría, el monasterio de Irache reivindica su posesión desde 1322, por una donación del obispo Arnaldo de Barbazán.
A finales del siglo XI se convierte en priorato como dependencia irascense y sus dominios, con pocas alteraciones, se extendía desde este siglo por los vecinos valles de Goñi, Guesálaz, Ollo, Echauri y la propia cendea de Iza. Tuvo una granja en el propio lugar incluyéndose otros como Esquiaga o Esquisaga, Oscoz y Lete. Su patrimonio no se extendía muy lejos de su radio de acción, habiendo constancia de propiedades iniciales en Olza, Ororbia y Lizasoáin. En época más moderna, en resumen, contaban con propiedades en Yarte, Lete, Ilzarbe, Atondo, Artiza, Lizasoáin, Olza, Ollo y Senosiáin, recibiendo pechas y censos en Lete, Atondo, Anoz, Iza, Beásoain, Eguíllor, Saldise e Ilzarbe.
Las rentas de esta localidad, junto con las de la población de Yarte, fueron asignadas directamente a la comunidad monacal de Irache en 1345.
Al igual que la suerte que corrió la abadía madre de Irache, sus bienes fueron desamortizados en 1837. Tras la misma consta como propiedad de la condesa de Iza, manteniendo sus descendientes, los duques de Elío, la propiedad sobre la misma.

## Descripción del templo

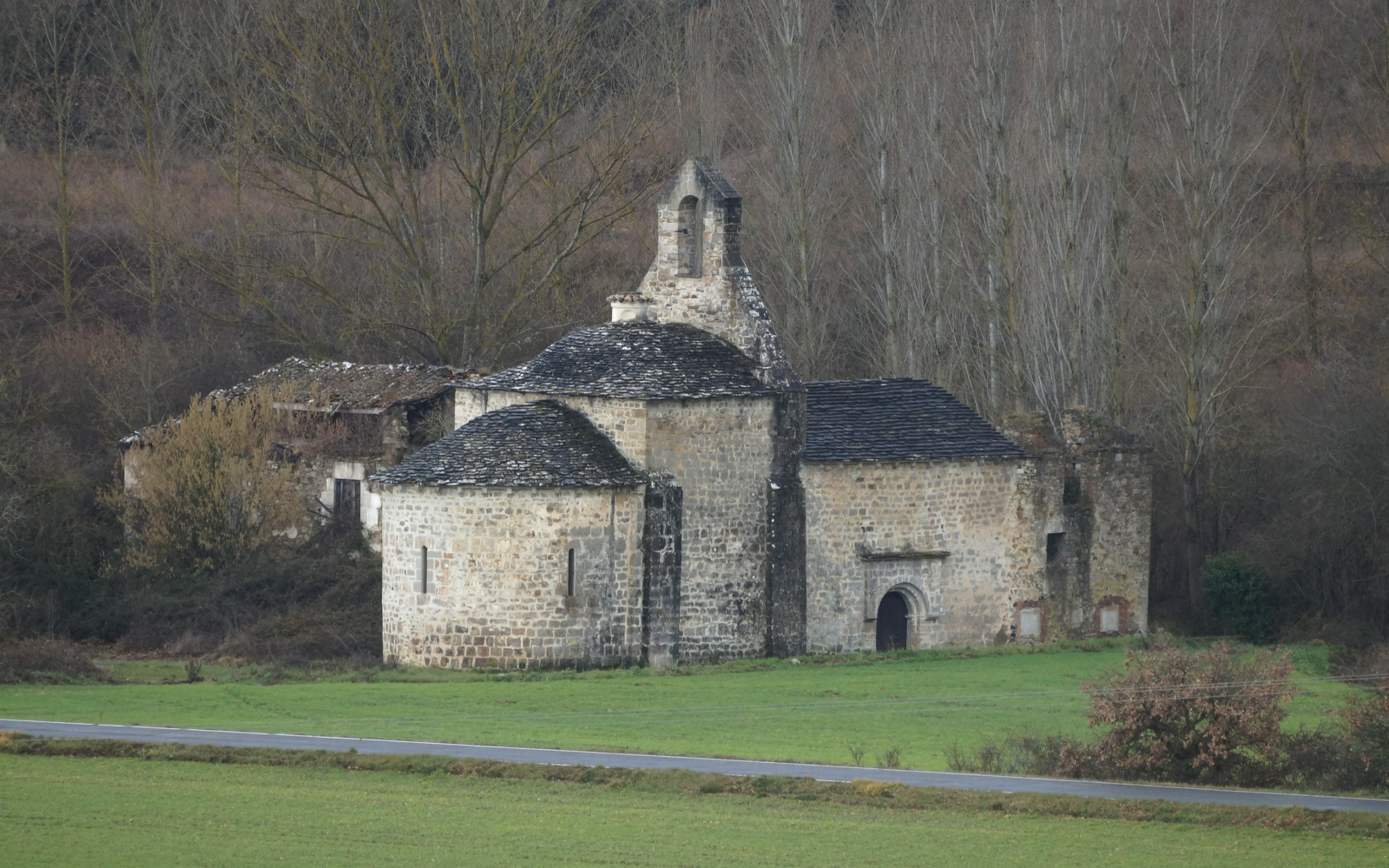
Monasterio de Yarte

Estructurado en tres espacios diferentes (cabecera, tramo de la cúpula y nave) muestra en su conjunto una disposición rectangular. La nave presenta una bóveda de medio cañón continuada por el tramo de la cúpula, está rematada por una linterna y una espadaña, que a modo de crucero da paso a la cabecera poligonal. El edificio conservaba el tejado original cubierto con lajas de piedra sobre el tramo de la cúpula así como en gran parte del ábside, mientras que la laja recubierta de teja hacia sus funciones en otras partes del ábside así como en la parte de la nave cubierta con la bóveda de medio cañón.
Tras su declaración como Bien de interés cultural se acometieron tareas de restauración entre 2004-2006 se realizaron varias tareas de restauración subvencionadas por la Institución Príncipe de Viana. Durante tales obras se notó el mal estado de la bóveda del ábside y de la cúpula del crucero afectados por grietas que amenazaban la estabilidad del monumento.

## Lista roja del patrimonio
Desde 2004, en que se declaró incompatible la explotación de la Cantera de Lete (ofita) cercana con la conservación del BIC, hasta 2014 en que se dictó la resolución para su cese, «la alteración de las corrientes de agua por las extracciones de material está causando fuertes humedades en la iglesia restaurada.» En 2016 se ordenó a la empresa explotadora que iniciara la primera fase de la restauración para recuperar las condiciones previas y evitar su deterioro.